# Grande Polo Patriótico Simón Bolívar
O Grande Polo Patriótico Simon Bolívar (GPPSB), mais conhecido como o Grande Polo Patriótico (GPP), é uma ampla coalização política venezuelana que sustenta politicamente a Revolução Bolivariana. Foi fundada meses antes da eleição presidencial de 2012 para acomodar o grupo de forças políticas e sociais que apoiavam a reeleição de Hugo Chávez à presidência da Venezuela.

## Composição da coligação
É composto por partidos políticos de esquerda como o Partido Socialista Unido da Venezuela (PSUV), o Partido Comunista da Venezuela (PCV), Unidade Popular Venezuelana (UPV), Pátria para Todos (PPT), Movimento Tupamaro da Venezuela (Tupamaros) Movimento Eleitoral Popular (MEP), independente pela Comunidade Nacional (IBCR), para a Democracia Social (CAN), Cadeias Revolucionárias Venezuelanas (CRV), nova forma revolucionária (NCR), Partido REDES, entre outros.

## Militância de base e capilaridade nacional
Além disso, integram a coalizão movimentos sociais espalhados por todos os cantos do país. Em 2012, uma série de conselhos patrióticos que agruparam essas organizações por setor: mulheres, diversidade sexual, camponeses e camponeses, trabalhadores e trabalhadores, economia popular, lutadores para habitação digna, organizações religiosas, profissionais e técnicos, organizações de migrantes, entre outras.
Também apresenta enorme capilaridade pelo interior do país, onde estabeleceram Assembleias Patrióticas Populares em todos os municípios e estados da Venezuela.